# Saint-Bandry
Saint-Bandry település Franciaországban, Aisne megyében. Lakosainak száma 240 fő (2022. január 1.). Saint-Bandry Ambleny, Laversine és Montigny-Lengrain községekkel határos.

## Népesség
A település népessége az elmúlt években az alábbi módon változott:
| Lakosok száma | 221  | 200  | 202  | 234  | 306  | 283  | 267  | 261  | 254  | 240  |
|               | 1968 | 1982 | 1990 | 2006 | 2013 | 2015 | 2017 | 2019 | 2020 | 2022 |